# 圣科洛姆
圣科洛姆（法語：Sainte-Colome，法語發音：[sɛ̃t kɔlɔm]）是位於法国大西洋比利牛斯省的一个市镇，属于奥洛龙-圣玛丽区。

## 地理
圣科洛姆（43°6'9"N, 0°24'11"W）面积9.35 平方千米，位于法国新阿基坦大区大西洋比利牛斯省，该省份为法国东南部省份，涵盖了贝阿恩与北巴斯克，西临大西洋比斯開灣，北至朗德省，东北接热尔省，东临上比利牛斯省，南与西班牙接壤。
与圣科洛姆接壤的市镇（或旧市镇、城区）包括：卢维瑞宗、利斯、塞维尼亚克-梅拉克。

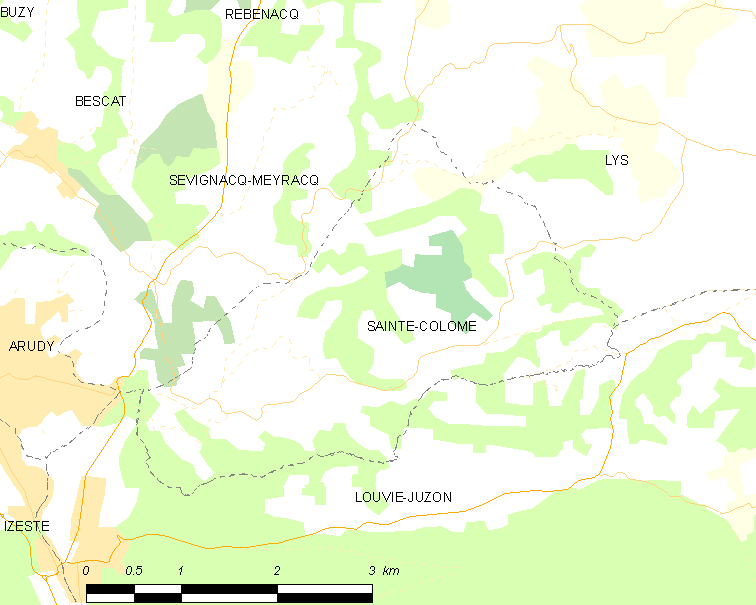
圣科洛姆的OSM定位图

圣科洛姆的时区为UTC+01:00、UTC+02:00（夏令时）。

## 行政
圣科洛姆的邮政编码为64260，INSEE市镇编码为64473。

## 政治
圣科洛姆所属的省级选区为奥洛龙-圣玛丽第二县。

## 人口

1962-2008年间圣科洛姆人口变化图示

圣科洛姆于2022年1月1日时的人口数量为356人。